# Yacimiento icnológico de Bejís
En el yacimiento icnológico de Bejís (Provincia de Castellón, España) se han identificado tres icnitas en el techo de dos estratos de areniscas rojas del Triásico (Facies Bundsandstein). Un bloque de arenisca, caído al pie del camino, contiene dos huellas pentadáctilas (posiblemente de Chiroterium), pertenecientes a un mismo rastro. Determinadas marcas mal definidas en el estrato podrían constituir una tercera huella.
El estrato contiene además pistas de invertebrados y marcas de corriente. Una tercera huella tridáctila digitígrada, de tipo dinosauriforme, se localiza sobre el techo de un estrato de arenisca situado sobre el talud de la carretera. La icnita presenta una morfología redondeada, ligeramente más larga que ancha, con las impresiones de los dedos unidas. Se trata de una morfología similar a la correspondiente a la pisada de un dinosauriforme basal o de un dinosaurio prosaurópodo.
No se puede descartar su atribución a otro grupo faunístico (tecodontos u otros arcosaurios).
- Edad del yacimiento: triásico inferior-medio (Facies Bundsandstein).

## Estado de conservación
- Sustrato: malo. La superficie del estrato de arenisca se está degradando por un proceso de descamación superficial que conduce a la separación de las láminas.
- Icnitas: malo, especialmente la icnita tridáctila, que experimenta el deterioro de la superficie del estrato. Sería aconsejable actuar con urgencia, para evitar su pérdida, ya que compone el estrato, y su posterior disgregación.